# Утрата слоговых сонантов в прабалтославянском языке
Утрата слоговых сонантов — фонетическое изменение. Заключается в изменении в праславянском языке унаследованных из праиндоевропейского языка слоговых сонантов *ṛ, *ḷ, *ṃ, *ṇ в сочетания *ir, *ur, *il, *ul, *im, *um, *in, *un (впоследствии в праславянском языке *u и *i перешли в редуцированные звуки *ъ и *ь). Считается одной из древнейших балто-славянских изоглосс.

## Описание явления
Тенденция к устранению слоговых сонантов существовала практически во всех индоевропейских языках. Однако протекал процесс устранения в разных языках по-разному.
Как правило, рефлексы слоговых сонантов совпадают в славянских и балтийских языках. Однако есть и отдельные случаи несовпадения:
- лит. gùmulti «месить» — праслав. *gim- (> *žьmǫ «жму»)

А. Мейе писал, что условия, которые определяли в балто-славянских языках выбор между i и u при вокализации слоговых плавных не выяснены.
Е. Курилович полагал, что uR возникало после заднеязычных k и g. Однако данные говорят против гипотезы Куриловича: iR встречается и после заднеязычных, и даже чаще, чем uR.
Другие исследователи видят причину двойной рефлексации в наличии в праславянском языке слоговых плавных переднего и непереднего рядов, вокализация которых дала разные результаты.

## Хронология

### Относительная хронология
Данное фонетическое изменение считают одним из древнейших в истории праславянского языка.
Ю. В. Шевелёв исходя из того, что утрата слоговых сонантов была вызвана падением ларингалов, считает, что она произошла позже, чем исчезновение звонких придыхательных, и одновременно со становлением оппозиции акут: циркумфлекс.

### Абсолютная хронология
Ю. В. Шевелёв датирует данное фонетическое изменение периодом 2000—1500 гг. до н. э.

## Типологические параллели
В протогреческом /m̥/ /n̥/ перешли в /am/, /an/ либо в /a/. /r̥/ /l̥/ дали /ra/, /la/, либо /ar/, /al/.